# نيك تشانغ
نيك تشانغ (بالصينية: 張家輝) هو مخرج وممثل صيني، ولد في 2 ديسمبر 1964 في المملكة المتحدة. من الجوائز التي نالها جائزة الحصان الذهبي لأفضل ممثل رئيسي ‏ سنة 2009.

## جوائز
- جائزة الحصان الذهبي لأفضل ممثل رئيسي [الإنجليزية]‏ (2009)

## وصلات خارجية
- نيك تشانغ على موقع IMDb (الإنجليزية)
- نيك تشانغ على موقع ألو سيني (الفرنسية)
- نيك تشانغ على موقع ميوزك برينز (الإنجليزية)
- نيك تشانغ على موقع أول موفي (الإنجليزية)
- نيك تشانغ على موقع قاعدة بيانات الأفلام السويدية (السويدية)
- نيك تشانغ على موقع قاعدة بيانات الفيلم (الإنجليزية)
- نيك تشانغ على موقع كينوبويسك (الروسية)